# 粵語的拼音歷史
粵語羅馬化方案是把用拉丁字母表示粵語發音的轉換系統，下列為歷來制定的各種方案。

## 清代
清代考據廣東「俗字」的辭書，流行的記音法承襲古代兩種方法：同音相注的直音法、以上字之聲切下字之韻的反切法；此外亦有等韻圖的音表。

## 現代
1888年傳教士湛約翰設計了粵語第一套拼音方案「粵語標準羅馬拼音」。1993年推出的粵拼，於2010年代開始普及。
比较有影响的方案主要有：
- 香港語言學學會粵語拼音方案（1993年）：簡稱粵拼。
- 教育學院拼音方案：常用於教育界，如香港教育署語文教育學院中文系、《廣州話正音字典》等。
- 不成文的香港政府音譯：香港政府拼寫人名、地名的方案，主要由入境事務處、路政署使用。另外該拼法與其他方案不同，並非一個成文的標準化方案，導致一拼多音以及一音多拼的可能性。在1949年以前在廣州市也有被廣州市政府及社會廣泛使用，參見廣州地名。
- 不成文的澳門政府音譯：澳門政府拼寫人名、街名、地名的方案。
- 粵語標準羅馬字：19世紀末至20世紀初通行於粵語教會之拉丁化文字系統，上述港府音譯方案之濫觴。
- 廣州話拼音方案：饒秉才在廣東省教育部門方案基礎上的修訂版本。
- 劉錫祥拼音
- Meyer–Wempe
- 耶魯粵語拼音（1942年）
- 黃錫凌羅馬拼音
- 粤语罗马字，赵元任先生的跟国语罗马字配套的方案，特点是不使用数字或调号而是采用清浊音搭配阴阳调及改变字母串法来表达声调。

也有一些不太流行、影響不廣的方案，如：
- 越式粤拼，是一套用越南国语字拼写粤语的拼音系统，相较于粤拼，越式粤拼可使用浊音表示（如ch、sh、zh），且不用数字标声调，而使用符号表示声调[1]。
- 新法蘭西粵語拼音方案

## 非羅馬化拼音方案
雖然有些方案並非使用26隻標準羅馬字母，但在粵語學界相當有影響力，包括：
- 《粵音韻彙》使用的寬式國際音標
- 粤俄实用转录，采用西里尔字母的转写方案
- 粵語注音符號
- 粵語諺文
- 粵切字 （页面存档备份，存于），採用反切。